# Adolphe Pointaire
Adolphe Pointaire est un homme politique français né le 1er juin 1877 à Abergement-la-Ronce (Jura) et décédé le 5 novembre 1942 à Dole (Jura).
Maire de Dole de 1935 à 1942, Adolphe Pointaire est élu sénateur radical-socialiste du Jura en 1939, lors d'une élection partielle.
Le 10 juillet 1940, il vote en faveur de la remise des pleins pouvoirs au Maréchal Pétain.

## Sources
- « Adolphe Pointaire », dans le Dictionnaire des parlementaires français (1889-1940), sous la direction de Jean Jolly, PUF, 1960 [détail de l’édition]